# Haikouichthys
Haikouichthys é um gênero de Craniata. Viveu aproximadamente há 530 milhões de anos, durante a chamada "Explosão Cambriana". Haikouichthys tem um crânio definido e outras características que justificam ter sido classificado por paleontólogos como um verdadeiro craniata.
Análises cladísticas indicam que o animal, de 3 centímetros de comprimento, é provavelmente um peixe agnatha primitivo. Para alguns especialistas trata-se de um cordado próximo da lampreia.
Há quem afirme ser o peixe mais antigo, embora a Pikaia mostre uma anatomia mais arcaica. Também o Myllokunmingia possui guelras mais simples, sendo por isso anterior ao Haikouichthys no processo evolutivo. A presença destes peixes sem maxilar no princípio do Cambriano sugere que a origem dos cordados se situa num passado mais distante do que era suposto.